# Taperus lanpingensis
Taperus lanpingensis är en insektsart som beskrevs av Li och Wang 2001. Taperus lanpingensis ingår i släktet Taperus och familjen dvärgstritar. Inga underarter finns listade i Catalogue of Life.